# Haus Ruhrnatur

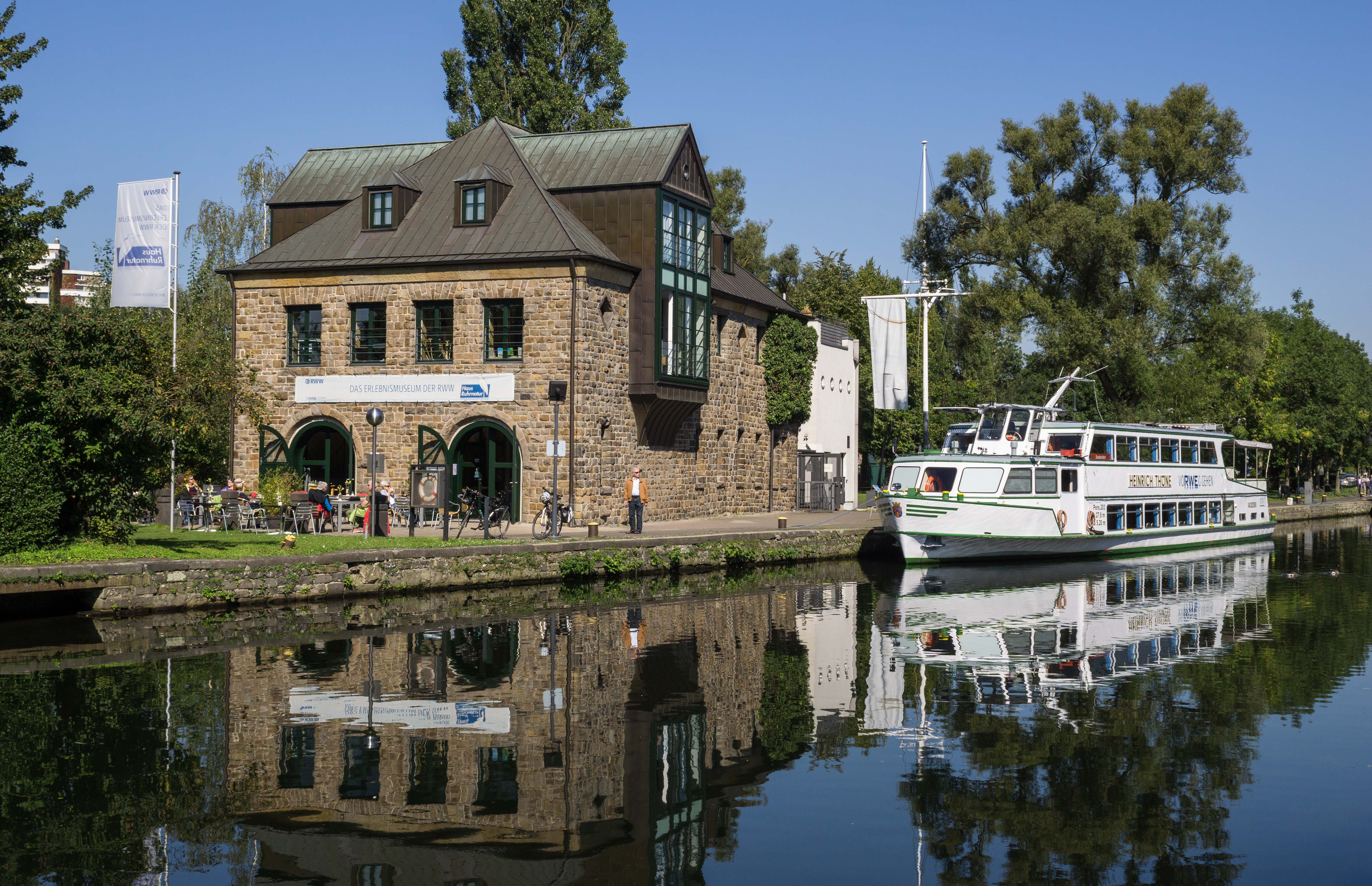
Von Osten mit Schiff „Heinrich Thöne“ der Weißen Flotte.

Das Haus Ruhrnatur in Mülheim an der Ruhr wurde 1992 durch die aktuell zum E.ON – Konzern gehörige Rheinisch-Westfälische Wasserwerksgesellschaft eingerichtet. Ähnlich wie das Aquarius-Wassermuseum desselben Eigentümers widmet es sich dem Thema „Wasser“.
Das Ökosystem Ruhr wird anhand von Fischen der Ruhr, Kleintieren unter dem Mikroskop, Geräuschen und Gerüchen gezeigt. Seit 2010 wurde die Ausstellung um die Themen Klima und regenerative Energien erweitert. Die Besucher können mit Windrädern, Wasserturbinen und Sonnenkollektoren experimentieren und erfahren, was sie im Umgang mit Energie von der Natur lernen können. Exkursionen für Familien, Schulklassen und Fachbesucher werden angeboten. Im Gebäude gibt es insgesamt 32 Ausstellungseinheiten (unter anderem Strömungsmodell, Mikroskopstationen, Wassertropfenkugelbahn), die größte davon ist das Ruhr-Aquarium (3 Meter hoch, Fassungsvermögen 4000 Liter).
Das private Museumsgebäude, in dem sich das Haus Ruhrnatur befindet, wurde 1926 nach Plänen der Architekten Helbing und Voigt als Schülerbootshaus erbaut. Für die Fassade wurde der gleiche Sandstein verwendet wie für das ebenfalls auf der Schleuseninsel der Ruhr befindliche Wasserkraftwerk Kahlenberg. Es steht seit dem 17. Januar 1990 unter Denkmalschutz und gehört – wie der leerstehende benachbarte private Wasserbahnhof und das zum E.ON – Konzern gehörige Wasserkraftwerk – zur Route der Industriekultur.

## Lage
- Anschrift: Haus Ruhrnatur, Alte Schleuse 3, 45468 Mülheim an der Ruhr
- ÖPNV: Mülheim, Haltestellen Wilhelmstraße und Kassenberg